# 015B
015B(공일오비, 空一烏飛)는 대한민국의 프로듀서 그룹이다.

## 활동
신해철을 주축으로 한 1988년 MBC 대학가요제 대상 수상 그룹 무한궤도의 멤버였던 조형곤, 조현찬, 정석원이 무한궤도의 해체 이후 정석원의 친형인 장호일과 함께 1990년에 결성한 그룹이다. 이들은 1990년대의 한국 대중음악에 큰 영향을 끼친 그룹이다. 015B라는 그룹의 뜻은 무한궤도의 또 다른 표현법으로, 무 = 0 한 = 1 궤도 = 5B (Orbit) 로 해석할 수도 있다. '90년대를 빛낸 명반 50'에서 정석원이 인터뷰했던 내용을 보면, 015B라는 이름 자체가 무한궤도를 장난삼아 바꾼 것은 맞지만, 무한궤도를 음악적으로 잇는 것은 아니기 때문에 다른 해석을 했다고 한다. 2012년에 장호일이 MBC "놀러와"에서 밝혔던 내용을 보면 당시에 UB40, U2 등이 이름을 이렇게 지은 것에서 아이디어를 얻었고, 2집에서 한자로 '空一烏飛'라고 한 것은 사람들이 하도 의미를 물어봐서, 적당한 한자로 끼워맞춘 것이라고 했다. 두 가지 사실로 미루어 봤을때, 당시 세계 음악의 중심에 있던 UB40, U2 등의 작명패턴에서 아이디어를 얻어서, 015B 정규 멤버 중에 정석원, 조형곤, 조현찬이 활동했던 무한궤도의 이름을 패러디해서 바꾼 것으로 보는 것이 가장 합당할 것이다. 참고로 1991년 당시 멤버 조형곤의 KETEL ID가 01orbit이었다.
대한민국에서는 처음으로 객원 가수 시스템을 도입해 가수의 목소리를 하나의 악기로 간주하고 각 곡의 특성마다 어울린 다른 가수들을 기용하는 시스템으로 주목을 받았다. 지금은 많은 그룹들이 객원가수를 기용하는 것이 활발해졌지만, 이는 015B의 객원가수 시스템이 성공했기 때문에 그렇게 할 수 있던 것이다. 015B의 객원보컬을 통해 이름을 알리게 된 가수로는 윤종신, 김태우, 김돈규, 조성민, 이장우, 정연욱, 버벌진트, 조유진, 보니, 비스윗 등이 있다.
그리고 신해철, 이승환, EOS, 박정현, 다이나믹 듀오, 호란, 포미닛, 용준형 등의 기존 가수들도 015B의 앨범에 객원가수로 참여하기도 했다.
1990년대 초반으로서는 파격적인 하우스 뮤직, 복고, 리메이크 등을 처음 음반에 도입하였고 소녀 취향의 가사와 감성적인 멜로디를 앞세운 발라드, 한 편의 동화책을 읽는 듯한 서정적인 현악 연주곡 혹은 사회 비판적인 가사를 필두로 하며 발라드에서 메탈사운드까지 다양한 장르에서 독보적인 위치를 선보인 그룹이었다. 1992년 발매한 3집 "The Third Wave"는 밀리언 셀러를 기록하며 015B를 대중성과 음악성을 동시에 겸비한 실력파 뮤지션의 자리에 오르게 한다. 이 앨범의 타이틀 곡 '아주 오래된 연인들' 은 한국 하우스 뮤직의 새로운 장을 열은 노래로 평가받는다. 1996년 6집 "The Sixth Sense"를 끝으로 활동을 중단했다.
이후 장호일은 방송인으로 방향을 선회, 서세원의 토크박스를 비롯한 각종 예능 프로와 영화, 드라마 등에서 활약하기도 했었으며 정석원은 작곡가, 프로듀서로 활동하다가 2006년, 10년만에 7집 "Lucky 7"을 발표했다. 그 후 비정기적으로 미니 앨범을 발표하였고, 2018년부터는 015B 자체 레이블 더공일오비(the015B)를 만들고 신곡 시리즈인 "New Edition"과 셀프 리메이크 시리즈 "The Legacy"를 꾸준히 발표하고 있다. 팝, 발라드, 신스팝. 일렉트로닉 등 넓은 장르의 음악을 다양하게 시도하고 있다.

## 음악활동에 대한 개략적 설명
이들이 1집을 낼땐 무한궤도 멤버들 중 일부가 음악활동을 마감하며 내는 앨범의 성격이 강했다. 멤버인 장호일, 정석원, 조형곤 3인은 연주자들 중심의 그룹을 만들어 보자는 생각을 갖고, 메인보컬이 없는 그룹을 만들었다. 또한, 이러한 시스템을 도입함으로써, 보컬의 특색에 구애받지 않고 다양한 음악을 보여줄 수 있는 이점을 얻을 수 있다. 1집 앨범에 보컬은 윤종신, 신해철, 최기식 등이 참여했다. 보컬이 그룹의 정규 멤버가 아닌 시스템은 한국 대중음악에서 015B가 처음 도입한 것이다. 한국의 대중들은 015B를 통해, 리드싱어가 고정되어 있지 않는 이 시스템을 이해하게 되었고, 이는 차후에 TOY 같은 프로듀서 중심의 그룹들이 성공할 수 있는 기반을 만든 것이다. 015B 역사상 가장 핵심적이고 중요한 객원가수인 윤종신이 2010년대에 제작하고 있는 '월간 윤종신' 도 다양한 보컬들이 부른 노래를 선보이는데 이것도 본질은 015B가 시도했던 객원보컬 시스템과 같은 것으로 볼 수 있다.
처음 015B의 정규멤버 4인은 각자의 직업을 갖고 취미로 음악활동을 하고자 하였으나, 윤종신이 보컬로 참여한 '텅 빈 거리에서'가 별다른 홍보없이도 대중의 호응을 받았고, 2집 앨범 발매도 수월하게 이루어졌다. 2집 앨범의 타이틀 곡인 '4210301'은 환경문제를 다룬 노래로 이 제목은 당시 환경청 전화번호인데, 호기심으로 누른 사람들 때문에 환경청에 전화가 폭주하여, 업무 마비사태가 벌어졌다. 이 때문에 환경청에서 그들의 기획사인 대영기획에 항의를 하기도 했고, 결국 전화번호를 바꿀 수 밖에 없다. 015B 2집의 노래 중 가장 널리 알려진 노래이고, 많은 행사의 국민 엔딩곡으로 자리잡은 '이젠 안녕'은 015B가 이번이 진짜 마지막이라는 생각으로 넣은 노래였다.
015B는 1, 2집의 연이은 히트로 인해, 3집부터 프로 뮤지션으로의 자각을 갖고 활동했으며, 1992년에 발매된 3집의 '아주 오래된 연인들'은 당시까지의 015B 노래중에 가장 큰 히트를 친 노래이다. 이 노래는 한국에서 일렉트로니카 음악이 이 정도까지 성공할 수 있다는 사례를 남기며, 그 이후 많은 뮤지션들이 일렉트로니카를 도입하는 계기가 되었다. 1990년대 초반에 한국 대중음악을 들은 많은 이들은 암묵적 혹은 명시적으로 '아주 오래된 연인들'과 서태지와 아이들의 데뷔곡인 '난 알아요'가 오늘날까지(2010년대) 한국가요의 큰 흐름을 바꾼 곡이라고 보고 있다. 이렇게 015B 3집은 015B 음반 최초의 밀리언 셀러가 되었고, 1993년 발매된 4집 또한 음악적으로나 대중적으로 성공했다. 특히, '신인류의 사랑'은 객원가수인 김돈규만이 TV에 출연했으나, 가요톱텐에서 5주 연속 1위를 하여, 골든컵을 수상하였다. 해당 가수들이 1번도 출연하지 않고, 5주 연속 1위를 하여 골든컵을 얻은 것은 가요 프로그램사상 전무후무한 일이다.
1994년의 5집은 리메이크 곡인 '단발머리'와 '슬픈인연'을 내세움으로 인해, 한국 가요계의 리메이크 바람을 몰아온 앨범이고 이들 중 '단발머리'는 당초 솔리드가 2집에서 리메이크하여 부를 예정이었지만 어느 날 헤어샵에서 만난 015B가 리메이크 중이란 사실을 알게 되자 015B에게 곡을 양보했으며 솔리드는 '단발머리' 리메이크 대신 '이 밤의 끝을 잡고'로 급선회했는데 이 노래가 앨범 판매순위 1위를 차지하면서 한국에 R&B 열풍을 일으키기도 했으며 015B 멤버 장호일(본명 정기원)은  솔리드 1집 프로듀서였고 이 그룹(솔리드) 4집 수록곡 '끝이 아니기를'의 후렴구를 장호일의 동생이자 015B 멤버 중 한 명이었던 정석원이 이 그룹(015B) 7집에서 샘플링하여  '그녀에게 전화오게 한 방법'으로 발표했다.
1996년의 6집은 015B의 마지막 앨범이 될 것이라고 하며, 발매하였다. 이 앨범의 음악적인 완성도는 높다는 것이 중론이나, 6집의 실험적인 음악은 대중들에게 성공적으로 받아들여지지는 않았다. 015B의 6집은 30만장 미만의 판매량을 기록했는데, 이 판매량은 당시 015B 가 한국 가요계에서 차지한 위상에서 받아들여지기 어려운 저조한 판매량이다. 이는 단지 대중성뿐만이 아니라, 6집 음반은 전 소속사였던 대영AV를 통하지 않고 발매하여서 그랬던 것으로 볼 수도 있다. 비록, 대영AV가 적극적인 마케팅을 하지 않고도 N.EX.T, 015B, 전람회 등의 활약으로 많은 매출을 올렸다고는 하나, 대영AV의 창업자였던 유재학 사장의 가요계에 대한 영향력이 이들의 음반 높은 음반 판매량에 아무런 긍정적 영향을 주지 않았다고 보기는 힘들다.
2006년, 10여년만에 복귀한 015B의 정규 음반인 7집 Lucky 7 이 발매되었고, 2011년은 EP 앨범인 '20th Century Boy' 가 발매되었다. '20th Century Boy' 에서는 015B 앨범 최초로 아이돌 가수가 객원가수로 기용되었는데, 포미닛과 용준형이 타이틀곡인 'Silly Boy'를 불렀다. 또한, 015B는 2012년에도 'Let me go'와 '짝', '80' 을 디지털 싱글로 발매하였다.
2017년, 셀프리메이크 프로젝트 앨범 'Anthology'를 작업하고, 오왠, 카더가든, 먼데이키즈, 심규선, 신현희와 김루트 그리고 윤종신을 객원가수로 기용했다.
2018년, 015B의 레이블 'the015B'를 만들고, 신곡 시리즈 'New Edition'과 리메이크 시리즈 'The Legacy'를 런칭하였다. 2018년 3월 '상수역 2번 출구 - 015B, 장재인'을 시작으로 매달 새로운 음원을 발표하고 있다. 또한 매년 2월은 1년간 발표한 싱글을 모아 앨범 'Yearbook'을 발매하고 있다. 'Yearbook'의 시즌은 매년 3월부터 다음해 2월까지 12개월을 한 시즌으로 한다고 한다.

## 디스코그래피

### 정규앨범
- 1990년: 1집 공일오비 발표
- 1991년: 2집 Second Episode 발표
- 1992년: 3집 The Third Wave (제3의 물결) 발표
- 1993년: 4집 The Fourth Movement (제4악장) 발표
- 1994년: 5집 Big 5 발표
- 1996년: 6집 The Sixth Sense 발표
- 2006년: 7집 Lucky 7 발표
- 2019년: Yearbook 2018 발표
- 2020년: Yearbook 2019 발표
- 2021년: Yearbook 2020 발표
- 2022년: Yearbook 2021 발표
- 2023년: Yearbook 2022 발표
- 2024년: Yearbook 2023 발표
- 2025년: Yearbook 2024 발표

### 콘서트 실황
- 1992년 2월: 015B Live 발표
- 1992년 11월: 92 내일은 늦으리 참여
- 1993년 6월: 015B Videology 발표
- 1993년 11월: 93 내일은 늦으리 참여
- 1994년 4월: 015B Strikes back 발표.
- 1995년 3월: Strikes back Live VCD 발표.

### 비정규 앨범 (미니 앨범 포함)
- 1992년 11월: 015B Gospel Music:Hymn to him
- 1993년 6월: 연인 O.S.T
- 1993년 9월: Kloma
- 1996년: 015B Best Collection
- 1998년: 장호일 With Tekno Generation Vol.1 including 015B Supermix
- 2006년: 015B Final Fantasy
- 2007년: Cluster vol.1
- 2011년: 20th Century Boy
- 2012년: 짝
- 2012년: Let Me Go
- 2012년: Let Me Go - Remixes
- 2012년: 80
- 2017.09.29 디지털 싱글 015B Anthology Part.1 - '친구와 연인' - 015B, 신현희와 김루트
- 2017.11.14 디지털 싱글 015B Anthology Part.2 - '엄마가 많이 아파요' - 015B, 윤종신
- 2017.12.08 디지털 싱글 015B Anthology Part.3 - '세월의 흔적 다 버리고'  - 015B, 오왠(O.When)
- 2017.12.29 디지털 싱글 015B Anthology Part.4 - '그녀의 딸은 세 살이에요' - 015B, 카더가든(Car, the garden)
- 2018.01.18 디지털 싱글 015B Anthology Part.5 - '어디선가 나의 노랠 듣고 있을 너에게' - 015B, 심규선(Lucia)
- 2018.02.13 디지털 싱글 015B Anthology Part.6 - '텅 빈 거리에서' - 015B, 이진성(MondayKiz)
- 2018.03.19 디지털 싱글 New Edition 01 - '상수역 2번 출구' - 015B, 장재인
- 2018.04.25 디지털 싱글 New Edition 02 - ' 기쁜 우리 젊은 날' - 015B, 나율(NAYUL)
- 2018.05.11 디지털 싱글 The Legacy 01 - '5월 12일' - 015B, 박재정 with 조규찬
- 2018.06.20 디지털 싱글 New Edition 03 - '나의 머리는 녹색' - 015B, 유라(youra)
- 2018.07.17 디지털 싱글 New Edition 04 - '첫 펭귄' - 015B,김재우
- 2018.08.14 디지털 싱글 The Legacy 02 - '처음만 힘들지' - 015B, 나율
- 2018.09.10 디지털 싱글 New Edition 05 - '타로(연락이 올까요)' - 015B,헨지(Henzy)
- 2018.10.19 디지털 싱글 The Legacy 03 - '6월부터 1월까지' - 015B, 양파
- 2018.11.20 디지털 싱글 New Edition 06 - '지하철의 조슈아' - 015B, 빅맨(Bigman)
- 2018.12.18 디지털 싱글 New Edition 07 - '서울의 눈' - 015B, BenAddict(벤에딕트)
- 2019.01.15 디지털 싱글 The Legacy 04 - '이젠 안녕' - 015B
- 2019.02.24 디지털 싱글 New Edition 08 - '허공의 주인' - 015B, EZEN
- 2019.03.12 디지털 싱글 New Edition 09 - '과거의 오늘' - 015B, 홍비(Hongbi)
- 2019.04.19 디지털 싱글 New Edition 10 - '더 좋아한 내가 진 거야' - 015B, Wyne
- 2019.05.14 디지털 싱글 New Edition 11 - '325km' - 015B, Fil(필)
- 2019.06.18 디지털 싱글 New Edition 12 - '동백꽃' - 015B, 장재인
- 2019.07.16 디지털 싱글 New Edition 13 - 'L' - 015B, 유라(youra)
- 2019.08.14 디지털 싱글 New Edition 14 - '달콤하고 녹고 위험한' - 015B, 와인(Wyne)
- 2019.09.17 디지털 싱글 The Legacy 05 - 'I Hate You' - 015B, A.T
- 2019.10.17 디지털 싱글 New Edition 15 - '넌 내게 모욕을 줬어' - 015B, BenAddict(벤에딕트)
- 2019.11.07 디지털 싱글 The Legacy 06 - '모르는 게 많았어요' - 015B, 윤종신
- 2019.12.13 디지털 싱글 New Edition 16 - 'Murky Time' - 015B, 최예근
- 2020.01.15 디지털 싱글 New Edition 1988 - '스물둘' - 015B, 별
- 2020.02.12 디지털 싱글 New Edition 17 - '소노라마' - 015B, 나상현씨밴드
- 2020.03.18 디지털 싱글 New Edition 18 - '나의 호기심' - 015B, 신유미
- 2020.04.14 디지털 싱글 New Edition 19 - '딱 5분만' - 015B, Fil(필)
- 2020.05.19 디지털 싱글 New Edition 20 - '#BNTK' - 015B, 와인(Wyne)
- 2020.06.18 디지털 싱글 New Edition 21 - 'Random' - 015B, 롤링쿼츠
- 2020.07.13 디지털 싱글 New Edition 22 - '세븐 브리즈 (Feat. Ldy)' - 015B
- 2020.08.19 디지털 싱글 New Edition 23 - '공기 한정판 (Feat. 이형은)'- 015B
- 2020.09.17 디지털 싱글 New Edition 24 - '가도 돼 (Feat. 이형은)' - 015B
- 2020.10.13 디지털 싱글 New Edition 1992 - '너와 얘길 나눠보고 싶어 (Feat. 이장우)' - 015B
- 2020.11.19 디지털 싱글 New Edition 25 - '닫히는 문의 순간들 (Feat. BenAddict(벤에딕트))' - 015B
- 2020.12.16 디지털 싱글 New Edition 26 - '니 눈이 보여 (Feat. 동하)' - 015B
- 2021.01.16 디지털 싱글 New Edition 27 - '눈을 뜨고 꾸는 꿈 (Feat. 김뮤지엄)' - 015B
- 2021.02.09 디지털 싱글 New Edition 28 - '오늘 그녀는 무슨 말이 하고 싶었던 걸까 (Feat. 동하)' - 015B
- 2021.03.16 디지털 싱글 New Edition 29 - '그 봄의 흔적들 (Feat. 이태권)' - 015B
- 2021.04.20 디지털 싱글 New Edition 30 - '빅터를 기다리며 (Feat. 다원)' - 015B
- 2021.05.10 디지털 싱글 New Edition 31 - '불확정성의 원리 (Feat. 다원)' - 015B
- 2021.06.14 디지털 싱글 The Legacy 00 - '텅 빈 거리에서 (Feat. 윤종신)' - 015B
- 2021.07.19 디지털 싱글 The Legacy 07 - '때늦은 비는 (Feat. 이태권)' - 015B
- 2021.08.18 디지털 싱글 New Edition 32 - '굿모닝 캔자스 (Feat. 다원)' - 015B
- 2021.09.13 디지털 싱글 New Edition 33 - '너의 우주엔 별이 없어 (Feat. Yeona)' - 015B
- 2021.10.26 디지털 싱글 New Edition 34 - 'Elena Coda (Feat. 일레인)' - 015B
- 2021.11.16 디지털 싱글 New Edition 35 - '내 오랜 노래 (Feat. FIL(필)' - 015B
- 2021.12.07 디지털 싱글 New Edition 36 - '이 사랑도 끝나네 (Feat. 동하)' - 015B
- 2022.01.11 디지털 싱글 New Edition 37 - '치료제 (Feat. Yeona)' - 015B
- 2022.02.08 디지털 싱글 New Edition 38 - 'Poco (Feat. 김재우)' - 015B
- 2022.03.15 디지털 싱글 New Edition 39 - '3월이 좋아 (Feat. 다원)' - 015B
- 2022.04.13 디지털 싱글 New Edition 40 - 'A의 테마 (Feat. 이태권)' - 015B
- 2022.05.17 디지털 싱글 New Edition 41 - '뒷모습도 나쁘지 않아 (Feat. 다원)' - 015B
- 2022.06.14 디지털 싱글 The Legacy 08 - 'H에게 (Feat. 이태권)' - 015B
- 2022.07.13 디지털 싱글 New Edition 42 - '은하 상점 (Feat. 김유나)' - 015B
- 2022.08.16 디지털 싱글 New Edition 43 - '여름 22 (Feat. Yeona)' - 015B
- 2022.09.14 디지털 싱글 New Edition 44 - '이 세계는 내 취향이 아니야 (Feat. 소섬(SOSEOM))' - 015B
- 2022.10.12 디지털 싱글 New Edition 45 - '행복한 시간은 위험하다 (Feat. 오왠(O.WHEN))' - 015B
- 2022.11.09 디지털 싱글 New Edition 46 - '무지개의 끝은 닿을 수 없다 (Feat. FIL(필))' - 015B
- 2022.12.06 디지털 싱글 The Legacy 09 - '어디선가 나의 노랠 듣고 있을 너에게 (Feat. 이태권)' - 015B
- 2023.01.11 디지털 싱글 New Edition 47 - '실연의 기록물 (Feat. 동하)' - 015B
- 2023.02.08 디지털 싱글 New Edition 48 - '코펜하겐 (Feat. 강민정)' - 015B
- 2023.03.22 디지털 싱글 New Edition 49 - '기억을 가진 채 14살로 (Feat. 강민정)' - 015B
- 2023.04.19 디지털 싱글 New Edition 50 - '주인공의 일지 (Feat. 다원)' - 015B
- 2023.05.25 디지털 싱글 New Edition 51 - 'One Day, Someday (Feat. 김지운)' - 015B
- 2023.06.21 디지털 싱글 The Legacy 10 - '우리 이렇게 스쳐 보내면 (Feat. 동하, 김지운)' - 015B
- 2023.07.19 디지털 싱글 New Edition 52 - '큰금계국 추적단 (Feat. 이태권)' - 015B
- 2023.08.17 디지털 싱글 New Edition 53 - '하지만 나에겐 에어컨이 있지 (Feat. KYLY) - 015B'
- 2023.09.13 디지털 싱글 New Edition 54 - '1984년 가을, 멍돌이 (Feat. 소섬(SOSEOM)) - 015B'
- 2023.10.18 디지털 싱글 New Edition 55 - '행복할 자격 (Feat. 강민정) - 015B'
- 2023.11.15 디지털 싱글 New Edition 56 - 'It's a New Christmas (Feat. 박정현) - 015B'
- 2023.12.07 디지털 싱글 The Legacy 11 - '잠시 길을 잃다 (Feat. 김지운) - 015B'
- 2024.01.03 디지털 싱글 The Legacy 12 - '우린 같은 꿈을 꾼 거야 (Feat. 동하) - 015B'
- 2024.02.08 디지털 싱글 The Legacy 13 - '성냥팔이 소녀 (Feat. 강민정) - 015B'
- 2024.03.27 디지털 싱글 New Edition 57 - '스팸이 고마워 (Feat. 이레(Yireh)) - 015B'
- 2024.04.23 디지털 싱글 New Edition 58 - '해저 2만리 (Feat. 이서현) - 015B'
- 2024.05.22 디지털 싱글 New Edition 59 - '일상물 (Feat. FIL(필)) - 015B'
- 2024.06.19 디지털 싱글 New Edition 60 - '햇빛 아래 찡그리지 마 (Feat. 카일리(KYLY)) - 015B'
- 2024.07.17 디지털 싱글 New Edition 61 - '기억 세척기 (Feat. 이레) - 015B'
- 2024.08.21 디지털 싱글 New Edition 62 - '마음의 분기점에선 여러 세계가 탄생한다 (Feat. 다원) - 015B'
- 2024.09.11 디지털 싱글 New Edition 63 - '몸만 큰 아이 (Feat. 이지(Eazy)) - 015B'
- 2024.10.08 디지털 싱글 The Legacy 14 - 'Be Kind Rewind (Feat. Yeona) - 015B'
- 2024.11.13 디지털 싱글 New Edition 64 - '마루가 찍혔어 (Feat. 이서현) - 015B'
- 2024.12.11 디지털 싱글 New Edition 65 - '감천마을 무지개 밤 (Feat. 소섬(SOSOEM)) - 015B'
- 2025.01.08 디지털 싱글 New Edition 66 - 'How R U (Feat. 정다영) - 015B'
- 2025.02.05 디지털 싱글 New Edition 67 - 'Our Way (Feat. 정다영) - 015B'
- 2025.03.26 디지털 싱글 New Edition 68 - '나는 니가 죽는 것도 보고 싶어 (Feat. 이서현) - 015B'
- 2025.04.23 디지털 싱글 The Legacy 15 - '비워진 너의 자리 속에 - 015B'
- 2025.05.21  디지털 싱글 The Legacy 16 - '마지막 사랑 - 015B'
- 2025.06.18 디지털 싱글 New Edition 69 - 'Keep Dreamin' (Feat. 카일리(KYLY)) - 015B'
- 2025.07.15 디지털 싱글 New Edition 70 - '못생긴 내 얼굴 - 015B'

### 도서
- 1994년 1월 20일 : 공일오비 (도서출판 열림원, 석광인 엮음)

## 역대 객원보컬
- 윤종신: 1집(텅 빈 거리에서, 저 하늘 위로, 외로운 밤이면), 2집(친구와 연인, H에게, 변해간 세월 속에서, 사람들은 말하지, 이젠 안녕), 3집(우리 이렇게 스쳐보내면, 현대여성, 적 녹색인생), 4집(요즘 애들 버릇없어), 6집(21세기 모노리스), 20세기 소년(1월부터 6월까지)
- 김돈규: 4집(신인류의 사랑, 세월의 흔적 다 버리고, 남자들이란 다...), 5집(슬픈 인연, 아직도 희망은 있어), KLOMA 앨범(쉐리, 그 남자 그 여자), 연인앨범(다시는 너를 떠나지 않을거야), 93 내일은 늦으리(철이의 독백 - 장호일 작곡)
- 이장우: 2집(떠나간 후에), 3집(수필과 자동차, 5월 12일, 적 녹색인생, 다음 세상을 기약하며), 4집(어디선가 나의 노랠 듣고 있을 너에게), 5집(너에게 보내는 마지막 편지, 그녀의 딸은 세살이에요), 6집(나 고마워요)
- 신해철: 1집(슬픈 이별, 난 그대만을), 2집(이젠 안녕)
- 조성민: 5집(단발머리), 연인앨범(연인 Soul II Soul Mix), 장호일 KLOMA(이젠 날 그만 보내줘), 015B WITH TG vol.1(아주 오래된 연인들-Revival), 20세기 소년(고귀한씨의 달콤한 인생), Back to the Anallog(짝)
- 문경현: 5집(NETIZEN)
- 정연욱: 3집(적 녹색인생), 4집 (그의 비밀)
- G고릴라: 015B WITH TG vol.1(그 날이 오면, R.W.D, Friend)
- Mr.Song Blue: 015B WITH TG vol.1(독재자 - Revival)
- 최기식: 1집(때늦은 비는, 슬픈듯 흐르는 시간 속에), 2집(이젠 안녕)
- 박영렬: 3집(널 기다리며)
- 황재혁: 2집(이젠 안녕)
- 김태우: 3집(아주 오래된 연인들, 적 녹색인생, 수필과 자동차), 4집(모든 건 어제 그대로인데, 교통코리아), 92 내일은 늦으리(철이를 위한 영가 - 정석원 작곡)
- 버벌 진트: 7집(그녀에게 전화오게 하는 방법)
- 박용찬: 6집(콩깍지, 인간은 인간이다)
- 박정현: 7집(너 말이야) VOCAL
- 문용섭: 장호일 with T.G Vol.1(콩깍지-Revival)
- 이승환: 6집(나의 옛 친구, 독재자)
- 김형중: 6집(구멍가게 소녀), Cluster Vol.1(받은만큼만 해주기)
- 다이나믹 듀오: 7집(너 말이야) RAP
- 요조: 7집(처음만 힘들지)
- 신보경: 7집(잠시 길을 잃다), 20세기 소년(Be Kind Rewind)
- 케이준: 7집(나 아파, No Way)
- 조유진: 7집(우린 같은 꿈을 꾼거야)
- 유희열: 6집 (The Sixth Sense Main Theme Eclipse - 일식 작곡), 7집(모르는 게 많았어요)
- 호란: 7집(성냥팔이 소녀)
- 치열: Cluster Vol.1(잠시 길을 잃다 - Revival, r we happy?)
- 오현란: Cluster Vol.1(r we happy?)
- 포미닛, 용준형: 20th Century Boy(Silly Boy)
- 류다희: Let Me Go (015B)
- 비 스윗: 80
- 현정호: 2집(너에게 들려주고 싶은 이야기)
  -     - ! '굵은 표시' 되어 있는 곡은 앨범의 타이틀 곡이다.

## 수상
- 1992년 골든디스크상

- 1993년 골든디스크상

- 1993년 KBS 가요대상 올해의 가수상

### 가요 프로그램 1위
| 연도            | 수상 내역 (총 11회) |
| --------------- | --- |
| 1993년 (총 6회) | - 아주 오래된 연인들 (총 1회) - 1월 13일 KBS "가요톱텐" 1위 - 신(新) 인류의 사랑 (총 5회) - 12월 12일 SBS "스타 서울 스타" 1위 - 12월 15일 KBS "가요톱텐" 1위 - 12월 19일 SBS "스타 서울 스타" 1위 - 12월 22일 KBS "가요톱텐" 1위 - 12월 26일 SBS "스타 서울 스타" 1위 |
| 1994년 (총 5회) | - 신(新) 인류의 사랑 (총 5회) - 1월 5일 KBS "가요톱텐" 1위 - 1월 9일 SBS "스타 서울 스타" 1위 (4주 연속) - 1월 12일 KBS "가요톱텐" 1위 - 1월 19일 KBS "가요톱텐" 1위 (5주 연속, 골든컵) - 1월 23일 SBS "스타 서울 스타" 1위 (통산 5주)                                 |